# Ceratitis neostictica
Ceratitis neostictica är en tvåvingeart som beskrevs av Meyer 1998. Ceratitis neostictica ingår i släktet Ceratitis och familjen borrflugor. Inga underarter finns listade i Catalogue of Life.